# Atractus turikensis
Atractus turikensis är en ormart som beskrevs av Barros 2000. Atractus turikensis ingår i släktet Atractus och familjen snokar. Inga underarter finns listade.
Arten förekommer i bergstrakten Serranía de Perijá i gränsområdet mellan Colombia och Venezuela. Honor lägger ägg.